# ماتئو برونوری
ماتئو برونوری (انگلیسی: Matteo Brunori؛ زادهٔ ۱ نوامبر ۱۹۹۴) بازیکن فوتبال است.
از باشگاه‌هایی که در آن بازی کرده‌است می‌توان به باشگاه فوتبال اتلتیکو آرتزو اشاره کرد.
وی همچنین در تیم ملی فوتبال Italy U21 "C" بازی کرده‌است.